# Naturpark Oberer Bayerischer Wald
Naturpark Oberer Bayerischer Wald er med 1.738 km² en af de største Naturparker i Bayern.

## Landskabet
Naturparken omfatter hele Landkreis Cham og den østlige del af Landkreis Schwandorf. Mod nordvest grænser den til Naturpark Oberpfälzer Wald, mod øst til Tjekkiet og mod syd til Naturpark Bayerischer Wald.

Det højeste punkter er bjergene Osser (1.293 m), Hohe Bogen (1.079 m), Kaitersberg (1.133 m) og Große Arber (1.456 m). Ca. 40 procent af arealet er dækket af skov, og omkring 740 hektar af naturparken er udlagt som Naturreservat.
Der er mange små søer i området, og floden Regen er fra sejlbar med kano, fra Blaibach til Regensburg – en strækning på 120 kilometer. Der er et tæt net af vandre- og cykelruter i naturparken.